# Hangmen (film)
Hangmen is een Amerikaanse film uit 1987 geregisseerd door J. Christian Ingvordsen. De hoofdrollen worden vertolkt door Rick Washburn en Dog Thomas.

## Verhaal
De 18-jarige Danny Greene (Keith Bogart) is een gewone jongen. Toch zit een splintergroep van de CIA hem achterna en wil hem dood. Hij moet lopen voor zijn leven. Zijn vader Rob Greene (Rick Washburn) bezit namelijke top secret informatie die de CIA-agenten graag willen kennen. Danny moet onderduiken en de hulp inschakelen van afgetrainde commando's om de agenten te elimineren. Ondertussen wordt Danny's vriendin Lisa Edwards (Sandra Bullock) gekidnapt om tot Danny en Rob te geraken.

## Rolverdeling
| Acteur                  | Personage    |
| ----------------------- | ------------ |
| Rick Washburn           | Rob Greene   |
| Dog Thomas              | Dog Thompson |
| Keith Bogart            | Danny Greene |
| J. Christian Ingvordsen | Bone Conn    |
| Sandra Bullock          | Lisa Edwards |
| David Henry Keller      | Andrews      |
| Dan Lutsky              | Joe Connelly |
| Sam Silver              | Reynolds     |
| Robert Khaleel          | Draff        |
| Jake LaMotta            | Moe Boone    |

## Trivia
- Hangmen is Sandra Bullocks filmdebuut.